# Nagurus lavis
Nagurus lavis là một loài chân đều trong họ Trachelipodidae. Loài này được Schultz miêu tả khoa học năm 1982.